# Distretto di Xifeng
Il distretto di Xifeng (西峰区S, Xīfēng QūP) è un distretto della Cina, situato nella provincia del Gansu.